# Battaglia di Lipantitlán
La battaglia di Lipantitlán (in inglese battle of Lipantitlán, in spagnolo batalla de Lipantitlán), indicata in alcune fonti anglosassoni anche come battaglia di Nueces Crossing, fu un conflitto armato combattuto lungo il fiume Nueces il 4 novembre 1835, tra l'esercito messicano e gli insorti Texani. Fece parte di un teatro più ampio di conflitti, noto come guerra d'indipendenza del Texas. In seguito alla vittoria texana nella battaglia di Goliad, solo due guarnigioni messicane rimasero in Texas, Fort Lipantitlán vicino a San Patricio e la missione di Alamo a San Antonio de Bexar (l'odierna San Antonio, nello stato americano del Texas). Temendo che Lipantitlán potesse essere utilizzato come base dall'esercito messicano al fine di riprendere Goliad e conscio che due dei suoi uomini fossero lì imprigionati, il comandante texano Philip Dimmitt ordinò al suo aiutante di campo, il capitano Ira Westover, di catturare il forte.
Al comandante di Fort Lipantitlán, Nicolás Rodríguez, era invece stato ordinato di colpire le truppe texane a Goliad così spostò la maggior parte dei suoi uomini in una spedizione. Mentre questi si trovavano lontano dal forte, le truppe di Westover arrivarono a San Patricio. Il 3 novembre, un uomo del posto convinse il presidio messicano ad arrendersi e il giorno seguente i texani smantellarono il forte. Rodríguez arrivò mentre i texani stavano attraversando il fiume Nueces in piena per fare ritorno a Goliad. I soldati messicani iniziarono l'attacco, ma la maggior portata dei fucili dei texani li costrinsero presto a ritirarsi. Il bilancio dello scontro fu di un texano ferito, mentre nelle file dei messicani si registrarono tra i 3 e i 5 caduti e tra i 14 e i 17 feriti.
Le truppe messicane ferite furono autorizzate a cercare un trattamento medico a San Patricio e i rimanenti soldati ripiegarono a Matamoros. I texani ora avevano il pieno controllo della Costa del Golfo, il che significava che le truppe di stanza a San Antonio de Bexar potevano ricevere rinforzi e rifornimenti solo per via terrestre. Lo storico Bill Groneman ritiene che questi avvenimenti contribuirono sostanzialmente alla sconfitta messicana durante l'assedio di Bexar che comportò l'espulsione di tutte le truppe messicane dal Texas. Il sito dove si ergeva la fortezza è ora un sito storico dello stato del Texas.

## Situazione
Il Fort Lipantitlán fu costruito sulla base di un vecchio accampamento posto lungo la riva occidentale del fiume Nueces sulla costa del Golfo del Texas. Il sito fu inizialmente occupato da una tribù nomade di Lipan Apache durante i loro periodici passaggi. Dopo che gli Apache abbandonarono la zona, l'accampamento fu spesso utilizzato dai missionari, dalle unità militari e dai commercianti che viaggiavano tra il Messico e gli insediamenti del texani. Nel 1825 o 1826, i funzionari messicani edificarono una fortezza di fortuna, dal nome Lipantitlán, nome che richiama gli Apache Lipan. L'argine era circondato da un ampio fossato; appena fuori da esso vi erano costruzioni e capanne di legno per gli ufficiali e le loro famiglie.
A presidio del forte vi erano tra gli 80 e i 125 soldati del 2ª Compagnia di Cavalleria di Tamaulipas. Essi svolgevano il compito di raccogliere i dazi doganali e fornire protezione a San Patricio, un piccolo insediamento di coloni irlandesi e messicani a circa 4.8 km più a sud. Guarnigioni più piccole si trovavano a Copano Bay e Refugio, con una di dimensioni maggiori di istanza a Presidio La Bahía a Goliad.
Nel 1835 i federalisti dei diversi stati messicani più interni iniziarono a ribellarsi contro il regno sempre più centralista del presidente messicano Antonio López de Santa Anna. I texani inscenarono una rivolta minore contro i dazi doganali nel mese di giugno e i coloni presto iniziarono a formare delle milizie, apparentemente per proteggere se stessi. Ritenendo che fossero necessarie misure forti per sedare i disordini, Santa Anna ordinò al generale Martín Perfecto de Cos di condurre una grande forza militare verso il Texas. Cos arrivò nel paese il 20 settembre.
La rivoluzione del Texas iniziò ufficialmente il 2 ottobre con la battaglia di Gonzales. In pochi giorni, i ribelli presero possesso del Presidio La Bahía, situato a Goliad. Venti soldati messicani fuggirono e si rifugiarono a Copano e Refugio. Queste guarnigioni presto abbandonarono le loro postazioni per unirsi alla forza più grande posizionata a Fort Lipantitlán. I soldati messicani a Lipantitlán cominciarono allora a migliorare le difese della loro piccola fortificazione. Essendo l'unico presidio rimasto sulla costa del Texas, Fort Lipantitlán costituiva un vitale collegamento tra l'interno messicano e Bexar, il centro politico del Texas che ospitava Cos insieme all'altra e unica forza di truppe messicane posizionate in Texas.
Il comando delle truppe texane venne assunto dal capitano Philip Dimmitt a Presidio La Bahia. In una lettera indirizzata al generale Stephen F. Austin del 15 ottobre, Dimmitt propose un attacco a Fort Lipantitlán, la cui cattura avrebbe comportato di rendere "sicura la frontiera, di fornire una stazione di vitale importanza per la difesa, di creare instabilità tra i centralisti e di incoraggiare i federalisti messicani". La maggior parte dei federalisti a San Patricio aveva paura di ritorsioni se avessero sfidato apertamente le politiche centralistiche di Santa Anna. Erano, inoltre, riluttanti anche a tenere elezioni per i delegati alla Consultazione, che avrebbe deciso se i texani dovevano combattere per il ripristino della Costituzione del 1824 o per l'indipendenza dal Messico. I soldati a Lipantitlán tenevano prigionieri due degli uomini di Dimmitt, John Williams e John Toole, da quando essi avevano tentato di consegnare missive ai dirigenti federalisti a San Patricio il 10 e l'11 ottobre. Dimmitt sperava, quindi, di poter liberare gli uomini dopo la cattura di Fort Lipantitlán.
Il 20 ottobre James Power, uno degli Empresarios irlandesi che avevano contribuito a fondare San Patricio, venne a sapere che ai soldati di stanza a Lipantitlán era stato ordinato di riprendere Presidio La Bahia. Ci si aspettava che duecento cavalieri rafforzassero il presidio di Lipantitlán prima dell'attacco, con l'aggiunta di 200-300 soldati previsti in seguito. Sebbene Dimmitt trasmise l'informazione ad Austin, non fu data l'autorizzazione ad attaccare. Il ritardo si rivelò costoso per Williams e Toole, che marciavano verso l'interno messicano, al di là della portata dei texani. Secondo un'arrabbiata lettera di Dimmitt a Austin, Toole pregò i suoi rapitori di ucciderlo piuttosto che mandarlo in marcia, che riteneva sarebbe stata causa della sua morte. Dimmitt concluse: "questa notizia, dopo la clemenza mostrata qui ai prigionieri, non poteva non creare una vivace e una forte emozione. Gli uomini sotto il mio comando strepitano per una rappresaglia".

## Preludio

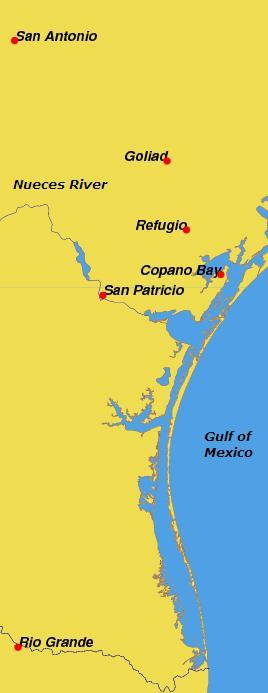
La guarnigione texana di istanza a Goliad era a circa da San Patricio. Fort Lipantitlán era situato dalla parte opposta del Nueces River rispetto a San Patricio. L'entroterra messicano si trova a sud del Rio Grande, a circa da San Patricio.

Il furore per la liberazione di Williams e Toole probabilmente portò Dimmitt a prendere in mano la situazione. Il 31 ottobre inviò un membro del suo consiglio, l'aiutante Ira Westover, con 35 uomini ad attaccare Fort Lipantitlán. Il comitato consultivo auto-nominato e formato da John J. Linn, dal maggiore James Kerr e da Power si aggregò a loro. I tre consiglieri furono eletti per la consultazione, ma ritardarono la partenza in modo da poter partecipare al combattimento.
Piuttosto che dirigersi a cavallo direttamente a sud-ovest verso il forte, Westover si mosse a sud est di Refugio. Questo percorso alternativo fu probabilmente scelto con lo scopo di far intendere che la spedizione fosse diretta verso Copano Bay. Un numero imprecisato di uomini si unì alla spedizione a Refugio. Lo storico Craig Roell ritiene che la spedizione vide la propria compagine crescere di almeno 20 uomini mentre lo storico Bill Groneman stima che la forza di Westover contasse 60-70 uomini quando raggiunse San Patricio.
Nel frattempo, il comandante della guarnigione di Fort Lipantitlán, il capitano Nicolás Rodríguez, ricevette ordini per attaccare i texani a Presidio La Bahía. Il 31 ottobre, quando Rodríguez ed i suoi uomini si avvicinarono a Goliad, vennero a conoscenza che un gruppo di soldati texani aveva già lasciato il forte. I soldati messicani fecero immediatamente ritorno lungo il loro percorso senza incontrare alcun soldato texano durante la loro marcia e giunsero a destinazione il 1º novembre. Incerto sui piani dei texani, Rodriguez e la maggior parte del suo presidio (circa 80 uomini) si diresse verso Goliad per tentare di intercettarli. Tra i 21 e i 27 soldati, armati di due cannoni, rimasero a difendere il fortino.

## Battaglia
Rodríguez si aspettava dai texani un'azione diretta. I suoi uomini pattugliarono gli ingressi nord del forte. Gli uomini di Westover invece si avvicinarono da est, eludendo le ronde messicane. A 5 miglia (8 km) da San Patricio, Westover ricevette la notizia che Rodríguez stava cercando i texani. Spronò gli uomini ad accelerare il passo e arrivarono a San Patricio il 3 novembre, 30 minuti dopo il tramonto. Westover posizionò due gruppi di uomini a guardia dell'attraversamento del fiume Nueces, a circa 70 iarde (64 m) dal forte. Mentre alcuni texani si preparavano per un assalto all'alba, due residenti di San Patricio si aggiravano per il campo. Westover ne fermò uno, James O'Riley, per "aiutare ed assistere il nemico". In cambio della sua libertà, O'Riley si offrì di convincere il presidio messicano ad arrendersi. Gli storici non riferiscono nulla sui metodi usati da O'Riley, ma dalle ore 11 del pomeriggio i soldati messicani si arresero, senza aver sparato neanche un colpo. Furono rilasciati immediatamente con la promessa di non combattere di nuovo durante la Rivoluzione del Texas. I texani acquisirono due cannoni di 4 libbre (1,8 kg), 18 moschetti, e 3-4 libbre (1,4–1,8 kg) di polvere. Furono inoltre messi in libertà diversi texani che erano stati tenuti prigionieri nel forte.
Il giorno seguente, i texani bruciarono le capanne di legno adiacenti al forte e smantellarono gli argini. Alle ore 3 del pomeriggio adunarono 14 cavalli e si prepararono a riportare i cannoni a Goliad. Nel frattempo, Rodríguez stava raggiungendo Goliad. Prima di arrivare a Presidio La Bahia, una delle sue spie gli riportò la notizia che i texani avevano preso Fort Lipantitlán. Rodríguez ed i suoi uomini - inclusi 10 coloni di San Patricio - marciarono verso la fortezza, arrivando verso le 4 del pomeriggio.
I texani usarono una piccola canoa per trasportare gli uomini attraverso il fiume Nueces, e quando i soldati messicani furono individuati soltanto metà della forza texana aveva attraversato la sponda orientale del fiume. I soldati messicani attaccarono, i texani si ripararono in un boschetto. Gli alberi impedirono alla cavalleria di avvicinarsi, così gli uomini di Rodríguez smontarono da cavallo e tentarono di attaccarli da entrambi i lati. I fucili texani avevano una gittata molto più lunga dei moschetti Brown Bess messicani - 200 iarde (180 m) contro 70 iarde (64 m). Dopo 30 minuti di combattimento, i messicani si ritirarono, abbandonando 8 cavalli e numerosi feriti. L'unico texano ferito fu il tenente William Bracken, che perse tre dita. Il fuciliere texano AJ Jones più tardi scrisse a Fannin che 3 messicani erano morti e 14 erano i feriti, anche se lo storico Stephen Hardin ritiene che 5 furono i messicani morti e 17 i feriti. La lettera di Jones menzionava che tra i feriti vi erano l'alcalde, il giudice e lo sceriffo di San Patricio.

## Conseguenze
Senza animali da tiro, i texani non avevano un modo semplice per trasportare l'artiglieria. Come calò la notte, una pioggia fredda cominciò a cadere, e gli uomini si scoraggiarono. Westover, Kerr, Linn, e Power decisero di gettare l'artiglieria nel fiume piuttosto che continuare muoversi con fatica. I texani inoltre lasciarono il loro deposito segreto di munizioni e moschetti nel fiume; a loro avviso, le scorte erano inutili.
La maggior parte dei texani trascorse la notte a San Patricio, ospitati dalla gente del posto. Le truppe messicane si accamparono all'aperto nei pressi del campo di battaglia. All'alba, Westover permise che i soldati messicani feriti fossero portati a San Patricio affinché fossero prestate loro le prime cure. Il giorno seguente uno dei soldati feriti, il tenente messicano Marcellino Garcia, morì. Garcia era un amico personale di Linn, ed i texani lo seppellirono con tutti gli onori.
Westover mandò un messaggero a Rodríguez per richiedere "un altro incontro piacevole". Rodríguez declinò l'invito e si ritirò con i gli uomini rimasti a Matamoros. Rimase solo un gruppo di soldati messicani in Texas, comandati dal Generale Cos presso Béxar. I texani a questo punto controllavano la costa del Golfo, e così le uniche comunicazioni tra Cos ed i territori interni del Messico furono fatte via terra. La lunga distanza rallentò notevolmente la consegna dei messaggi e la ricezione di rifornimenti e rinforzi. Secondo Groneman, questo probabilmente contribuì alla sconfitta di Cos durante l'assedio di Bexar ed all'espulsione degli ultimi soldati messicani dal Texas.
Al suo ritorno a Goliad, il gruppo di Westover incontrò Agustín Viesca, il governatore recentemente deposto di Coahuila y Tejas. Diversi mesi prima, Viesca era stato imprigionato dall'esercito messicano per contrastare i tentativi da parte di Santa Anna di sciogliere il legislatore statale. Lui ed i membri del suo consiglio furono liberati grazie a dei soldatisimpatizzanti e subito si recarono in Texas per ricreare il governo dello stato; Westover e i suoi uomini gli fornirono una scorta militare per Goliad e fecero, quindi, il loro arrivo il 12 novembre. Dimmitt accolse Viesca ma rifiutò di riconoscere la sua autorità come governatore. Ciò comportò un certo disordine nel presidio: molti sostennero il governatore, mentre altri ritenevano che il Texas dovesse essere un paese indipendente e che quindi non doveva riconoscere il governatore messicano.
Più tardi Dimmitt riprese Westover per non aver eseguito gli ordini impartiti durante la spedizione. Quest'ultimo rifiutò di fare un rapporto ufficiale a Dimmitt e invece inviò una relazione scritta a Sam Houston, il comandante in capo dell'esercito regolare. Secondo il parere di Westover, "Tutti gli uomini hanno combattuto con coraggio e quelli sulla sponda opposta del fiume hanno avuto la possibilitàdi attaccare il nemico sui fianchi del nemico, sopra e sotto la traversata con una buona efficacia." Houston lodò "la condotta e il coraggio degli ufficiali e degli uomini che hanno così generosamente assolto i loto doveri così meritatamente vinto [a] reputazione degli stessi e per la gloria del loro paese". Questo fu il primo scontro armato combattuto, a partire dalla battaglia di Goliad e, secondo lo storico Hobart Huson, la vittoria "rinnovò il morale della gente". La notizia della battaglia si sparse in tutti gli Stati Uniti e i texani furono ampiamente lodati sui giornali del paese.
La rimozione della supervisione dell'esercito messicano incoraggiò i federalisti a San Patricio. Questi uomini guadagnarono ben presto il controllo del governo municipale, formarono una milizia e elessero dei delegati a rappresentanza presso la consultazione. Tuttavia, la città rimase divisa; molti ancora mantennero il sostegno al governo messicano centralista. Dopo aver raggiunto Matamoros, Rodríguez inviò una lettera ai capi della città in cui si avvertiva che l'esercito messicano avrebbe presto fatto ritorno e incoraggiava il popolo di San Patricio a ripudiare la ribellione. Uno dei federalisti scrisse a Dimmitt, "non abbiamo né uomini né mezzi per resistere a qualsiasi forza che possa essere inviata contro di noi." I texani decisero comunque di non lasciare una guarnigione di stanza nella zona di San Patricio e, di conseguenza, nel 1836, come parte dell'invasione di Santa Anna del Texas, il generale José de Urrea condusse le forze messicane lungo la costa del Texas per riprendere San Patricio il 27 febbraio.
Nel 1937, il territorio che comprende l'ex sito del forte Lipantitlán fu donato allo Stato del Texas. Il Texas Parks and Wildlife Department acquisì il controllo del sito nel 1949. Ora il parco si estende per 5 ettari e viene chiamato Lipantitlan State Historic Site. Una lapide è stata posta ad indicare ove sorgeva la ex fortezza.